# Phyllodoce tortugae
Phyllodoce tortugae är en ringmaskart som beskrevs av Treadwell 1917. Phyllodoce tortugae ingår i släktet Phyllodoce och familjen Phyllodocidae. Inga underarter finns listade i Catalogue of Life.